# Лев (полупрам, 1791)
«Лев» — полупрам Балтийского флота Российской империи.

## Описание судна
Деревянный парусно-гребной полупрам специальной постройки, один из трёх судов типа «Олонец», строившихся в 1790 и 1791 годах с Санкт-Петербурге и Лодейном поле. Длина судна составляла 33,6 метра, ширина — 10,1 метра, а осадка — 2,4 метра. Вооружение судна состояло из 26 орудий.

## История службы
Полупрам «Лев» был заложен на стапеле Санкт-Петербургского адмиралтейства 5 (16) декабря 1790 года и после спуска на воду 16 (27) сентября 1791 года вошёл в состав Балтийского флота России. Строительство вёл кораблестроитель А. И. Мелихов.
Сведений об участии прама в плаваниях не сохранилось.
По окончании службы в составе Балтийского флота в 1804 году полупрам «Лев» был переоборудован в магазин.

### Комментарии
1. ↑  Всего в рамках серии было построено 3 полупрама: «Олонец», «Лев» и «Тигр»[1].
2. ↑  110 футов[2].
3. ↑  33 фута[2].
4. ↑  8 футов[2].